# Kápísá
Provincie Kápísá (persky ولایت کاپیسا‎, paštunsky د کاپیسا ولایت‎) je afghánská provincie nacházející se v severovýchodní části země. Hlavním městem je Mahmúd-e Ráqí.
Hlavní etnickou skupinou jsou Tádžikové, Paštúni a etnikum označované jako Pašájí. Jsou zde i menší skupinky Hazárú a Núristánců.

## Hospodářství
Kápísá je především zemědělskou provincií. Hlavním zemědělskou komoditou je šafrán.